# Peral (U-Boot)
Die Peral war das erste U-Boot mit elektrischem Antrieb, das für militärische Zwecke geeignet war.

## Geschichte

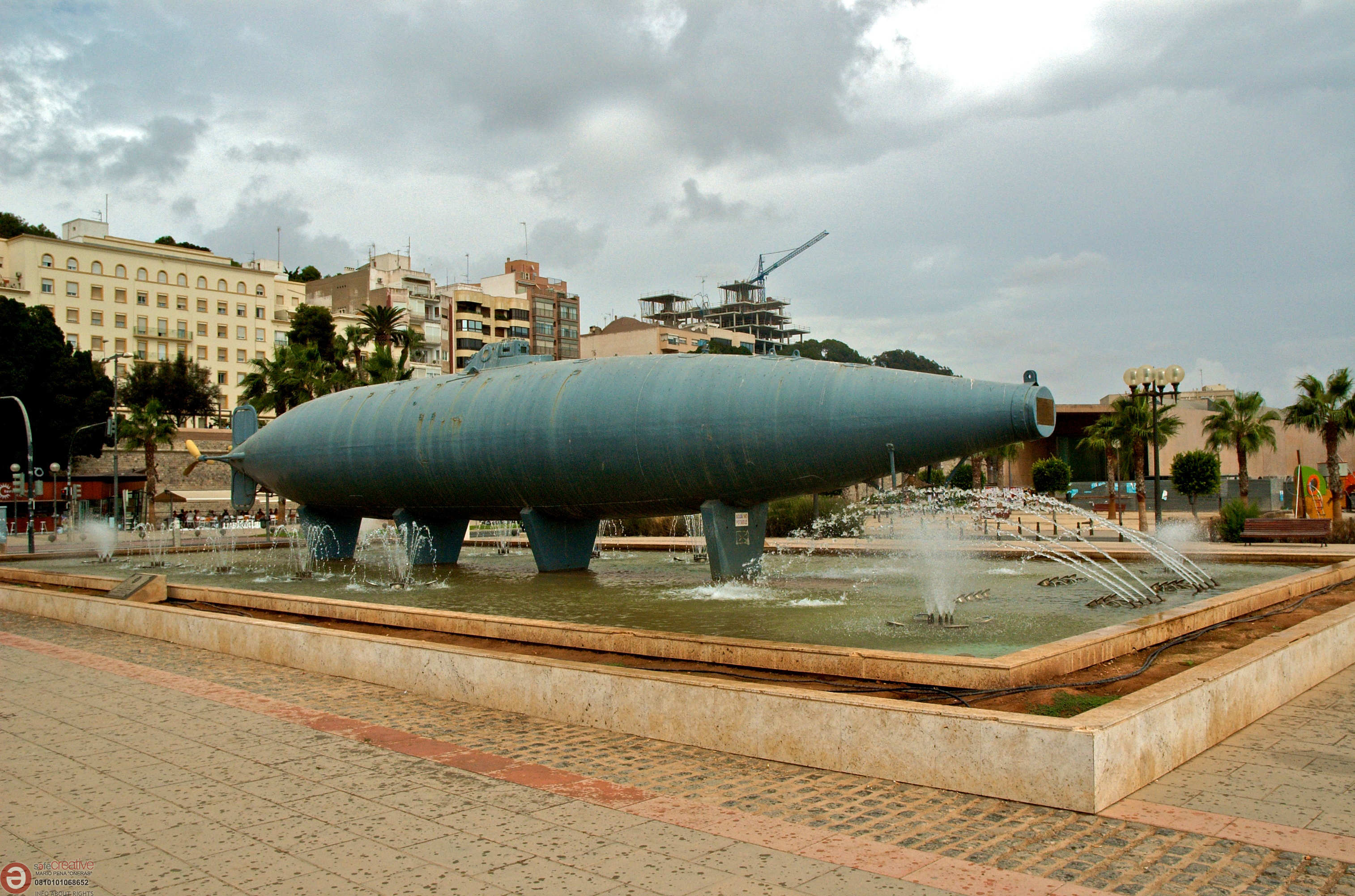
Die in Cartagena liegende Peral, 2006.

Der spanische Kapitänleutnant und Ingenieur Isaac Peral entwarf 1885 ein U-Boot und legte die Pläne der Armada Española vor. Sowohl die Marine als auch die spanische Regentin Maria Christina von Österreich waren von dem Entwurf überzeugt und so wurde am 20. April 1887 der Bau des U-Boots Peral genehmigt. Der Bau erfolgte in der Bauwerft Arsenal de la Carraca in San Fernando. Die Baukosten beliefen sich auf 301.500 Peseten.
Die Peral war zigarrenförmig, hatte eine Länge von 21 m und einen Durchmesser von 2,59 m. Sie wurde durch zwei Elektromotoren mit jeweils 30 PS, die durch Akkumulatoren mit Strom versorgt wurden, angetrieben. Die Akkumulatoren konnten nur durch eine externe Stromversorgung wieder geladen werden. 1889 testete man erfolgreich den Abschuss von drei Whitehead-Torpedos. Am 7. Juni 1890 tauchte die Peral für 1 Stunde und 5 Minuten 10 m tief und legte dabei 5,5 km zurück.
Der spanisch-argentinische Geschäftsmann Carlos Casado del Alisal war davon überzeugt, dass Isaac Peral auf dem richtigen Weg war und spendete ihm 100.000 Dollar. Zunächst berichtete man sehr positiv über die Leistungsfähigkeit des U-Boots. Die Maschinen und die Steuerung waren jedoch ungeeignet und das U-Boot lag ähnlich unstabil im Wasser wie die Nordenfelt II. Außerdem simulierte man einen Angriff auf das Schiff Cristobal Colon bei Nacht und bei Tag. Während der heimliche Angriff bei Nacht glückte, wurde das U-Boot bei Tag schon etwa in 1 km Entfernung gesichtet.
Ab 1890 wurde das U-Boot nicht weiter getestet und ins Arsenal de la Carraca in San Fernando gebracht. 1913 wurde die Peral demontiert und der Schiffsrumpf 1929 in Isaac Perals Heimatstadt Cartagena transferiert und blieb dort bis 1965 im Arsenal de Cartagena. Am 1. Dezember 1965 wurde an die Stadt Cartagena übergeben und als Denkmal auf dem Platz Plaza de los Héroes de Cavite aufgestellt. 1992 wurde es auf der Expo 92 in Sevilla ausgestellt und kehrte danach zu seinem Standort zurück. 2002 wurde das Denkmal zum Paseo Alfonso XII vor den Yachthafen von Cartagena verlegt als Teil eines Brunnens. Am 15. Dezember 2012 wurde es schließlich ins Museo Naval überführt.